# Kuomintang
Kuomintang, även känt som Guomindang, är ett nationalistiskt kinesiskt politiskt parti som grundades 1912 av Sun Yat-sen och syftar till att skapa en enad kinesisk republik i enlighet med "folkets tre principer".
Partiet var ledande parti i Republiken Kina mellan 1928 och 1949 och var därefter det styrande partiet på Taiwan fram till 2000. Partiet är fortfarande medlems- och mandatmässigt det största politiska partiet i Republiken Kina på Taiwan.

## Ideologi
Partiets grundidéer är en blandning av nationalistiska, antiimperialistiska och socialistiska idéer och har omformulerats flera gånger under grundaren Sun Yat-sens levnad och efter. Även om Sun under slutet av sin levnad var påverkad av den ryska revolutionen, så ansåg han inte att kommunismen och den marxistiska klasskampen var lämpade för Kina.
Grunden till partiets ideologi formulerades i Sun Yat-sens idé om "Folkets tre principer", nationalism, demokrati och välfärd (eller socialism). Sun förespråkade ett styrelsesätt där statens funktioner delades upp i fem grenar: den lagstiftande, exekutiva, dömande, granskande och meriterande funktionerna. Denna uppdelning har varit vägledande för den taiwanesiska konstitutionen.
Enligt Suns idéer skulle hans idealsamhälle realiseras genom att förbereda folket för självstyre genom tre revolutionära stadier: militärdiktatur, förmyndarskap och direkt republik. I denna process skulle folket gradvis få utöva sina demokratiska fri- och rättigheter.

## Organisation

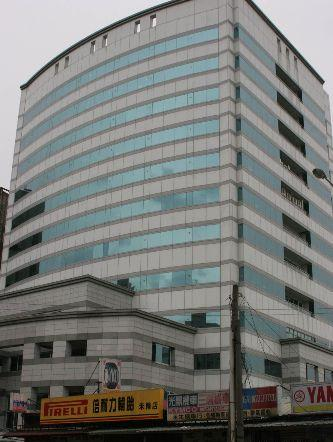
Kuomintangs nya högkvarter i Taipei. I juni 2006 sålde partiet sitt tidigare högkvarter till privata intressenter från EVA Air för att kunna flytta in i mer blygsamma lokaler.

Ända sedan partiet omorganiserades med sovjetisk hjälp på 1920-talet har partiet varit högt centraliserat efter leninistiskt mönster och praktiserat demokratisk centralism. Det högsta beslutande organet är partikongressen som väljer partiets centralkommitté, vilken i sin tur väljer det centrala ständiga utskottet, vilket fungerar som ett verkställande utskott.
Partiets nuvarande ordförande är Ma Ying-jeou och centralkommitténs generalsekreterare är Liao Liou-yi. Tillsammans med Folkets första parti bildar man en koalition, kallad den Pan-blå kraften, som strävar efter närmare kontakter med Kina. Denna koalition lade i valet, lördagen den 12 januari 2008, beslag på 86 av de 113 platserna i parlamentet. Kuomintang fick ensamt 72 procent av rösterna. Segern gav vind i seglen för Kuomintang och deras kandidat, Ma Ying-jeou, vann presidentvalet den 22 mars 2008.

## Historia

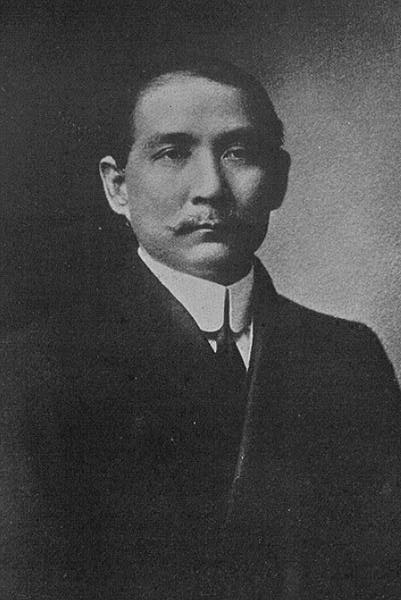
Partiets grundare Sun Yat-sen, år 1917.

Partiet har sina rötter i Tongmenghui, en revolutionär allians som bestod av Song Jiaoren och Huang Xings Huaxinghui ("Sällskapet för att främja Kina"), Sun Yat-sens Xingzhonghui ("Sällskapet för att uppväcka Kina") och Cai Yuanpeis Fuxinghui ("Sällskapet för att återupprätta Kina"). De tre sällskapen organiserade främst aktivister från provinserna Hunan, Guangzhou respektive Zhejiang.
Det nya partiet Kuomintang, Nationalistpartiet, bildades formellt strax efter det att Qingdynastins störtats i Xinhai-revolutionen 1911 och vann det första parlamentsvalet i Kina år 1913, men republikens förste president Yuan Shikai iscensatte mordet på partiets ledare Song Jiaoren och upplöste parlamentet. Efter ett misslyckat försök att genomföra en revolt mot Yuans diktatur tvingades partiets ledare gå i landsflykt 1913 och Kuomintang upphörde i praktiken att existera.
Efter den kinesiske presidenten Yuan Shikais död 1916 föll den kinesiska republiken samman i olika områden som kontrollerades av olika krigsherrar, medan centralregeringen i Peking förblev svag. Åren 1917 till 1920 försökte Sun Yat-sen etablera en bas i Guangdong med sitt parti Kuomintang för att ena landet, men hans resurser räckte inte för detta och han fördrevs från staden.
1921 träffade Kominterns representant Henk Sneevliet Sun i Guangxi, där Sneevliet föreslog att Kuomintang skulle starta en militärhögskola för att utbilda den armé som behövdes för att ena landet. 1923 skrev Sun under ett formellt samarbetsavtal med den sovjetiske ambassadören Adolf Joffe och följande år antog Kuomintangs kongress ett beslut som formaliserade samarbetet och tillät enskilda kommunister att gå med i Kuomintang.
Det nyetablerade nationalistpartiet Kuomintang omorganiserades nu efter leninistiska principer om demokratisk centralism och sovjetiska experter som Michail Borodin och Vasilij Blücher hjälpte till att grunda Militärhögskolan i Whampoa samt rusta upp partiets armé, den Nationella revolutionära armén, som syftade till att ena Kina. Samtidigt uppmanade Komintern medlemmar ur det nybildade Kinas kommunistiska parti att gå med i Kuomintang som individer för att stärka Sun Yat-sens revolutionära koalition och genomföra den "borgerliga revolutionen" som förberedelse för den kommande socialistiska revolutionen. Det var nu som ledande kommunister som Mao Zedong, Zhou Enlai och Deng Xiaoping blev medlemmar i Kuomintang.

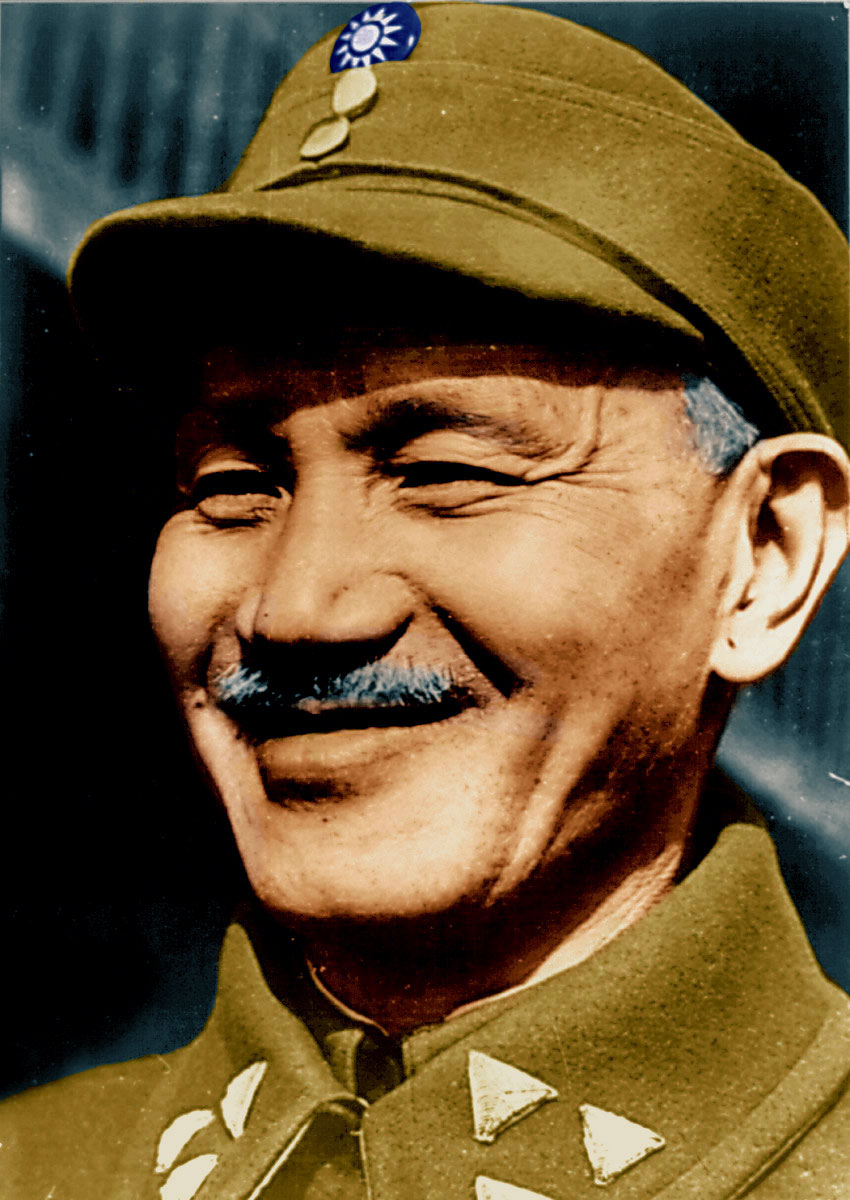
Generalissimus Chiang Kai-shek, som var partiets ledare från Sun Yat-sens död 1925 fram till sitt eget frånfälle 1975.

1925 avled Sun under ett besök i Peking, där han försökt skapa en allians med krigsherrarna i huvudstaden. I Kanton uppstod nu en strid mellan de fraktioner inom partiet som ville behålla alliansen med Sovjet. En av vänsterflygelns ledare Liao Zhongkai mördades i november samma år och en av högerns ledare Hu Hanmin arresterades som misstänkt för mordet, vilket ledde till att Chiang Kai-shek och Wang Jingwei framträdde som rörelsens viktigaste ledare.
1926 inledde Chiang Kai-shek den Norra expeditionen i samarbete med Kinas kommunistiska parti för att ena Kina. I samband med att Chiang erövrade Shanghai våren 1927 bröt han alliansen med kommunisterna och anställde massakrer på kommunister och fackföreningsmedlemmar. 1928 hade han lyckats konsolidera sin kontroll över centrala Kina och förklarade Nanking som landets huvudstad. Sedan Chiang Kai-shek fullbordat landets erövring, etablerades Kuomintang som statsparti med samma ställning som det kommunistiska inom Sovjetunionen. Liksom detta var det relativt fåtaligt men utövade genom sina centrala och lokala organ makten i landet. Särskilt betydelsefull var den centrala exekutivkommittén, som direkt eller indirekt utsåg de statliga organen. Partidiktaturen med Chiang Kai-shek i spetsen utvecklades sedan under kampen mot de inhemska kommunisterna i alltmer reaktionär riktning. Först efter 2:a världskriget började den avvecklas under trycket av det kommunistiska upproret. 1946 antogs en författning, som innebar övergång till ett konstitutionellt system.
Partiet drevs ut ur landet år 1949 till följd av det kommunistiska maktövertagandet. Över två miljoner partimedlemmar flydde till ön Taiwan där Kuomintang fram till 1991 var landets enda politiska parti och länge, i det närmaste, synonymt med republiken. I valet år 2000 förlorade de makten för första gången.

## Ledarskap

### Lista över ledare över Kuomintang (1912–1914)
Styrelseordförande:
1. Song Jiaoren (1912–1913)

Styrelseordförande:
1. Sun Yat-sen (1913–1914)

### Lista över ledare över Kuomintang (1919–idag)
Föreståndare (zongli 總理):
1. Sun Yat-sen (1919–1925)
2. Zhang Renjie (1925–1926)

Ordförande för det centrala verkställande utskottet (中央常務委員會主席):
1. Hu Hanmin (1927–1931)
2. Wang Jingwei (1931–1933)
3. Chiang Kai-shek (1933–1938) (självutnämnd)

Generaldirektör (zongcai 總裁):
1. Chiang Kai-shek (1926–1927)
vakant (1927–1935)
2. Hu Hanmin (1935–1936)
vakant (1936–1938)
3. Chiang Kai-shek (1938–1975)

Ordförande (zhuxi 主席):
1. Chiang Ching-kuo (1975–1988)
2. Lee Teng-hui (1988–2000)
3. Lien Chan (2000–2005)
4. Ma Ying-jeou (2005–2007)
  - Wu Po-hsiung (2007) (tillförordnad)
  - Chiang Pin-kung (2007) (t.f.)
5. Wu Po-hsiung (april 2007–12 september 2009)
6. Ma Ying-jeou (12 september 2009-2014)
  - Wu Den-yih (2014-2015)
7. Eric Chu (2015-2016)
  - Huang Min-hui (2016)
8. Hung Hsiu-chu (2016-2017)
  - Lin Junq-tzer (2017)
9. Wu Den-yih (2017-)